# 叶格乡
叶格乡，是中华人民共和国青海省玉树藏族自治州曲麻莱县下辖的一个乡镇级行政单位。

## 行政区划
叶格乡下辖以下地区：
杂尕牧委会、龙麻牧委会和莱阳牧委会。